# Mausoleopsis lizleri
Mausoleopsis lizleri är en skalbaggsart som beskrevs av Franz Antoine 1999. Mausoleopsis lizleri ingår i släktet Mausoleopsis och familjen Cetoniidae. Utöver nominatformen finns också underarten M. l. maculata.